# Kendall Williams
Kendall Williams, né le 3 juillet 1991, à Upland, en Californie, est un joueur américain de basket-ball. Il évolue au poste de meneur. 

## Palmarès
- Joueur de l'année MWC 2013
- First-team All-MWC 2013, 2014